# Hans Knitel
Hans G. Knitel (* 20. Jänner 1944 in Seefeld in Tirol; † 24. Juli 2017 in Wien) war ein österreichischer Jurist und Diplomat.

## Ausbildung
Hans Gustav Knitel studierte ab 1962 Rechtswissenschaft an der Universität Innsbruck (Dr. iur. 1968), am Genfer Hochschulinstitut für internationale Studien (Diplom) und der Haager Akademie für Völkerrecht.

## Beruflicher Werdegang
Von 1969 bis 1970 war Knitel Mitarbeiter im Verfassungsdienst des Bundeskanzleramts, von 1970 bis 1974 im Kabinett von Bundeskanzler Bruno Kreisky, danach von 1974 bis 1976 Abteilungsleiter im Verfassungsdienst des Bundeskanzleramts. Von 1976 bis 1984 war Knitel im Kabinett der Bundesminister für Auswärtige Angelegenheiten Willibald Pahr, Erwin Lanc und Leopold Gratz tätig, zuletzt als Kabinettschef. Von 1984 bis zum 26. März 1987 war Hans G. Knitel Ständiger Vertreter Österreichs beim Europarat, von 1987 bis 1992 Österreichischer Botschafter in Algerien. Von 1992 bis 1996 war er in Wien als Abteilungsleiter in der Politischen Sektion im Bundesministerium für europäische und internationale Angelegenheiten unter anderem mit der Redaktion des Außenpolitischen Berichts betraut. Von 1996 bis 2000 war Hans Knitel Österreichischer Botschafter in Syrien und danach bis zum 30. Juni 2005 Österreichischer Botschafter in Kroatien.
Als Vertrauter von Bundeskanzler Bruno Kreisky und in dessen Auftrag übernahm Hans Knitel einige politisch heikle Aufgaben, so etwa den Kontakt zu ehemaligen Mitgliedern des „Befreiungsausschusses Südtirol“ und anderer Südtirol-Aktivisten oder Bemühungen um die Freilassung des in Italien als Kriegsverbrecher inhaftierten Walter Reder.
Von 13. Oktober 1980 bis 17. Oktober 1983 war Knitel Mitglied des ORF-Stiftungsrats.

## Leben
Hans G. Knitel war seit 12. Juni 1996 mit der französischen Germanistin Geneviève Humbert-Knitel verheiratet. Seit Oktober 1959 war er Mitglied der katholischen Mittelschülerverbindung KÖStV Teutonia Innsbruck.